# AE: Apocalypse Earth
Pour plus de détails, voir Fiche technique et Distribution.
AE: Apocalypse Earth est un film de science-fiction américain de 2013, produit par The Asylum et réalisé par Thunder Levin, avec Adrian Paul et Richard Grieco. C’est un mockbuster de After Earth et Oblivion.

## Synopsis
Un groupe de réfugiés de la Terre atterrit sur une planète habitée par des extraterrestres impitoyables et se bat pour leur survie.
Le film s’ouvre sur une scène de bataille et de retraite alors que des vaisseaux spatiaux chargent des civils pour les transporter dans d’autres mondes. Le lieutenant Frank Baum est l’un des officiers militaires chargés de superviser le chargement des transports. En raison d’un bombardement de la ville par les attaquants extraterrestres de la Terre et d’émeutes au sol par des gens effrayés, lui et quelques-uns des membres de son unité sont poussés dans le vaisseau avec les dernières personnes qui montent à bord, et ils sont emmenés loin de la Terre avec les évacués. Frank Baum se soumet à contrecœur à la cryogénisation quand il découvre qu’il ne peut pas retourner à son poste sur Terre.
Lorsque le vaisseau descend finalement sur une planète, il se brise en raison de la pression atmosphérique et s’écrase. Beaucoup de gens meurent dans l’accident. Les autres doivent fuir pour sauver leur vie, après avoir été attaqués au sol par des humanoïdes presque invisibles qu’ils baptisent « caméléons ». Frank Baum est capable de rassembler un petit groupe de survivants, y compris un petit groupe d’humains de l’arche Alpha Centauri qui se sont également écrasés il y a deux ans. Ils trouvent une femelle indigène à la peau de camouflage nommée Lea, qui les aide. Alors qu’ils sont pourchassés par les « caméléons », ils apprennent qu’il existe un vaisseau spatial restant, et poursuivent l’objectif de le retrouver. Ils sont confrontés à des difficultés et des décès au cours de leur voyage. La plupart des survivants choisissent de suivre Frank dans sa quête pour quitter la planète et revenir sur Terre, mais l’un d’eux veut rester et il complote pour tuer le capitaine du vaisseau qui les a amenés. Ils finissent par trouver le navire et sont capables de récupérer des parties de leur arche pour le faire fonctionner, mais leur nombre continue de diminuer en raison de l'attrition par la faune indigène et des attaques supplémentaires des « caméléons ». Lorsqu’ils atteignent enfin l’espace et sont capables de se repérer, ils découvrent, comme dans La planète des singes, qu’ils étaient revenus sur Terre, mais 325 000 ans après leur départ.

## Distribution
- Adrian Paul : Lieutenant Frank Baum
- Richard Grieco : Capitaine Sam Crowe
- Bali Rodriguez : Lea
- Gray Hawks : TIM
- Erik Werther : Arlo

## Production

### Tournage
AE: Apocalypse Earth a été tourné au Costa Rica.

## Versions
Le film est sorti directement en DVD le 28 mars 2013. Dans la tradition du catalogue de The Asylum, AE: Apocalypse Earth est un mockbuster du film de M. Night Shyamalan After Earth, qu’il a précédé d’une semaine.

## Accueil

### Réception critique
Scott Foy de Dread Central a attribué au film 3 étoiles sur 5 et l’a qualifié de « véritable aventure de science-fiction décente et démodée qui aurait vraiment pu être quelque chose d’extraordinaire, si ce n’était son maigre budget qui le maintient sur terre. » Nav Qateel d’Influx Magazine l’a noté D et a écrit : « Il n’y a rien d’original dans leur dernier chef-d’œuvre, mais c’est un peu mieux que leurs efforts normaux ».

## Analyse